# Степа (филм)
Степа је италијанско-француско-југословенски филм из 1962. године. Режирао га је Алберто Латуада а сценарио је написан по истоименом делу Антона Чехова.

## Улоге
| Глумац                   | Улога             |
| ------------------------ | ----------------- |
| Чарлс Ванел              | Пјер Кристофор    |
| Даниел Спалоне           | Јегорушка         |
| Кристина Гајони          |                   |
| Павле Вуисић             | Кузмичов          |
| Марина Влади             | графина Дранитски |
| Перо Квргић              | Мосеј             |
| Мишел Бејли              | Ла Гитане         |
| Љуба Тадић               | Јемељан           |
| Мира Ступица             | Настасја          |
| Аленка Ранчић            | Јегорова мајка    |
| Петре Прличко            | Слиопка           |
| Јован Јанићијевић Бурдуш | Саломон           |
| Милан Срдоч              | Васја             |
| Стојан Столе Аранђеловић | Кириука           |
| Фахро Коњхоџић           | Константин        |
| Љиљана Крстић            | Л Остесса         |

Остале улоге ▼
| Глумац          | Улога         |
| --------------- | ------------- |
| Милан Босиљчић  | Димов         |
| Марианне Леибл  |               |
| Милорад Мајић   | Панталеј      |
| Натасха Петрова |               |
| Хермина Пипинић | Олга Ивановна |
| Паоло Стоппа    |               |
| Душан Вујисић   |               |